# کیزسکی (آماسیه)
کیزسکی (به ترکی استانبولی: Kızseki) یک منطقهٔ مسکونی در ترکیه است که در آماسیه واقع شده‌است.